# Piedade (bairro do Rio de Janeiro)
Piedade é um bairro da Zona Norte da cidade do Rio de Janeiro, pertencente à região do Grande Méier.
Seu IDH, no ano 2000, era de 0,850, o 54.º melhor do município do Rio de Janeiro.

## História
Nasceu no ponto onde hoje fica a Igreja de Nossa Senhora da Piedade. Do alto, é possível ter uma boa visão de como a região cresceu. Piedade começou a ser ocupada em meados do século XVIII. As terras que hoje formam o bairro situavam-se entre as freguesias de Nossa Senhora da Apresentação de Irajá e São Tiago de Inhaúma, e consistiam em uma sesmaria doada a Apolinário Pereira Cabral, em 1779. Naquele tempo, a maioria das áreas onde atualmente se localizam os subúrbios do Rio era ocupada por fazendas e engenhos de açúcar e de aguardente, subordinados às velhas paróquias. Nelas havia um intenso comércio desses e de outros produtos, cujo escoamento se dava através dos rios Pavuna e Meriti. Era um lugar muito procurado pelas classes abastadas e viajantes europeus, atraídos pelo seu clima saudável.
Nas primeiras décadas do século XVIII, a região da Freguesia de São Tiago de Inhaúma já apresentava aspectos de prosperidade, graças à administração dos padres jesuítas, seus proprietários. No entanto, na segunda metade do mesmo século, o marquês de Pombal, secretário de Estado português, empreendeu uma reforma administrativa e religiosa na colônia, na qual, entre outras medidas, determinava a expulsão dos jesuítas. O objetivo era acabar com conflitos entre colonos e jesuítas em torno da questão da exploração da mão de obra indígena. A falta de escravos negros fazia com que muitos colonos quisessem prender e escravizar populações indígenas. Os jesuítas, por sua vez, se opunham a tal prática, muitas vezes apoiando os índios contra os colonos. Vendo os prejuízos trazidos com essa situação, Pombal expulsou os jesuítas e instituiu o fim da escravidão indígena.
Com isso, grandes latifúndios foram confiscados e, posteriormente, divididos para serem arrematados. O assentamento dos trilhos da Estrada de Ferro Dom Pedro II (depois Central do Brasil) também provocou a divisão das principais propriedades na região.
A ocupação começou ao longo da Estrada Real de Santa Cruz, depois chamada Avenida Suburbana e, atualmente, Avenida Dom Hélder Câmara. Nessa área, desenvolveram-se grandes chácaras pertencentes às famílias Curvelo Cavalcanti e Antônio Botafogo. Mais tarde, essas chácaras foram subdivididas, dando origem às ruas do futuro bairro.
No início do século XX, a região do bairro de Piedade tinha uma característica essencialmente rural, com pequenos sítios e lotes de terra, mas já apresentava um significativo progresso. Prédios foram construídos e a fisionomia urbana começou a substituir as características da antiga sociedade agrária escravista.
Buscando interligar regiões fora do centro urbano da cidade, o então prefeito Pereira Passos criou estradas de ligação entre os bairros de Piedade e Quintino – conhecido como Cupertino –, assim como fez entre Engenho Novo e Méier e entre Méier e Engenho de Dentro. A presença da estação de trem em Piedade reforçou a movimentação de trabalhadores em direção ao subúrbio.
A sociedade do bairro, formada originalmente por colonos portugueses, incorporou ao longo de sua história migrantes de várias regiões do país. Assim, o quadro de moradores abrangia desde grandes proprietários de terras, comerciantes, industriais, funcionários públicos e operários até grupos menos beneficiados economicamente, que viviam de pequenos serviços ou biscates. As residências alternavam-se entre antigos casarões, semelhantes às quintas lusitanas, as modestas casas da maioria da população e os casebres insalubres, erguidos nos morros que circundavam o bairro.
Em 1932 foi criada a Circunscrição da Piedade e, na década de 1960, surgiram as Administrações Regionais. A denominação, a delimitação e a codificação do bairro foram estabelecidas pelo Decreto nº 3.158, de 23 de julho de 1981, com alterações do Decreto nº 5.280, de 23 de agosto de 1985.
Localizado entre Madureira e Méier, o bairro faz divisa com os bairros de Quintino Bocaiúva, Cavalcante, Pilares, Tomás Coelho, Abolição, Encantado, Água Santa e Freguesia.
Com a chegada do trem, vieram o progresso, mais moradores e um problema: o lugar ficou conhecido pelo nome da estação, Gambá. O nome foi dado por dom Pedro II, durante uma viagem.
"No momento de expansão ferroviária do Império em direção à Zona Norte do município do Rio, o imperador resolveu fazer uma parada em uma região onde havia vários gambás. Por conta disso, o lugar ficou conhecido como Parada Gambá ou Estação Gambá", explica o historiador André Nunes.
Como o nome Parada Gambá não agradava muita gente, uma moradora do bairro decidiu escrever uma carta para o diretor da Estrada de Ferro Central do Brasil, no fim do século XIX. O texto era o seguinte: "Por piedade, doutor, troque o nome da nossa estaçãozinha". O apelo acabou dando certo.
"O diretor respondeu: ‘Minha senhora, será feito. E o nome do bairro será Piedade’. Ela gostou, e o bairro ficou assim", diz o historiador.
Já com novo nome, o bairro ganhou ao longo dos anos esses elementos marcantes:
- o River Futebol Clube, fundado em 1914, dirigido pelo Ministro Gama Filho e primeiro clube do jogador Zico;
- a igreja gótica do Divino Salvador (localizada na 'R. Divino Salvador', em Piedade) é de 1910 e tem no altar uma pintura em estilo modernista;
- uma importante refinaria de açúcar, de 1927, hoje não funciona mais.
- a primeira Universidade do subúrbio carioca, a Universidade Gama Filho, foi fundada em 1939 pelo Ministro Luiz Gama Filho. A UGF foi fechada em 2014.
- Uma das moradoras ilustres do bairro foi a cantora e compositora Dolores Duran, que viveu no local dos seis aos vinte anos.
- Ao lado do Encantado, Piedade foi, em 1905, o primeiro bairro do subúrbio carioca a ter energia elétrica.[1]

Em 2021, o escritor Fernando Molica publicou Elefantes no Céu de Piedade, um romance que retrata o cotidiano e as transformações do bairro.

## Transporte

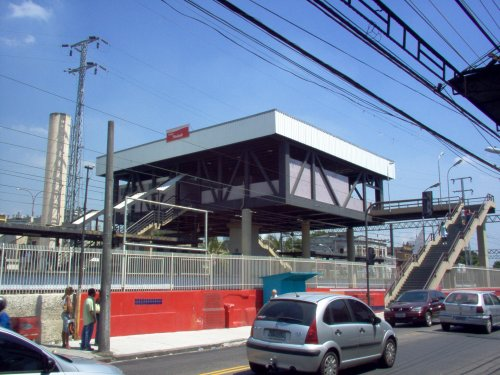
A estação de Piedade, que faz parte do Ramal Santa Cruz da SuperVia.

### Trens
A região é cortada pelos ramais Japeri, Santa Cruz e Deodoro da SuperVia. Através da Estação Piedade, é possível pegar trens em Direção à Santa Cruz e Central do Brasil.

### Ônibus
A região possuí linhas para diversos bairros da cidade e inclusive para outras cidades da Baixada Fluminense.
São linhas como as:
1. 667 - Madureira x Méier
2. 383 - Realengo x Praça da República
3. 607 - Cascadura x Rio Comprido
4. 249 - Piedade x Castelo (BRS 4)
5. 238 - Piedade x Castelo (Grajaú/Lapa)
6. 239 - Piedade x Castelo (Circular, Carioca/Estácio)
7. 363 - Vila Valqueire x Candelária
8. 685, SVB685, SVA685 - Irajá x Méier
9. 265 - Marechal Hermes x Castelo
10. 639 - Jardim América x Saens Peña
11. 729L - São Vicente x Méier
12. 254 - Madureira x Candelária
13. 560L - Duque de Caxias x Méier
14. 544L - Nova Iguaçu x Méier
15. 669 - Pavuna x Méier
16. 946 - Pavuna x Engenho da Rainha
17. 624 - Mariópolis x Praça da Bandeira
18. 917 - Realengo x Bonsucesso
19. 371 - Circular (Centro x Mato Alto
20. 638 - Marechal Hermes x Saens Peña
21. 692 - Méier x Alvorada
22. 277 - Candelária x Rocha Miranda
23. 543L - Nova Iguaçu x Méier (Via Engenho de Dentro/Piedade/Norte Shopping)

## Tragédia da Piedade
Em toda sua história, o acontecimento mais emblemático certamente foi Tragédia da Piedade, a 15 de agosto de 1909, crime passional que envolveu o escritor Euclides da Cunha, autor de Os Sertões, assassinado pelo amante de sua esposa, o militar Dilermando de Assis, em sua residência na Estrada Real de Santa Cruz (atual Avenida Dom Hélder Câmara, mas ainda chamada de Suburbana).

## Localização
O bairro de Piedade faz parte da região administrativa de Méier. Os bairros integrantes da região administrativa são: Abolição, Água Santa, Cachambi, Encantado, Engenho de Dentro, Engenho Novo, Jacaré, Lins de Vasconcelos, Méier, Piedade, Pilares, Riachuelo, Rocha, Sampaio, São Francisco Xavier e Todos os Santos.